# Gaga purpusii
Gaga purpusii är en kantbräkenväxtart som först beskrevs av T. Reeves, och fick sitt nu gällande namn av Fay W.Li och Windham. Gaga purpusii ingår i släktet Gaga och familjen Pteridaceae. Inga underarter finns listade.